# Pasar Tapan
Pasar Tapan is een bestuurslaag in het regentschap Zuid-Pesisir van de provincie West-Sumatra, Indonesië. Pasar Tapan telt 3373 inwoners (volkstelling 2010).